# Giro d'Itàlia de 1967
El Giro d'Itàlia de 1967 fou la 50a edició del Giro d'Itàlia i es disputà entre el 20 de maig i l'11 de juny de 1967, amb un recorregut de 3.572 km distribuïts en 22 etapes, una d'elles contrarellotge individual i una altra dividida en dos sectors. 130 ciclistes hi van prendre part, acabant-lo 70 d'ells. La sortida fou a Treviglio i l'arribada a Milà.

## Història
En aquesta edició l'equip Kas va participar per primera vegada al Giro d'Itàlia, guanyant la classificació per equips, tres etapes, la classificació de la muntanya i portant la maglia rosa durant onze etapes. També hi va participar per primera vegada un jove ciclista que en anys posteriors havia de dominar el ciclisme mundial, Eddy Merckx, el qual va guanyar dues etapes i acabà el novè a la general.
Durant la cursa no faltà la polèmica. En la 19a etapa, disputada sota la neu, s'ascendia per primera vegada al Giro els Tre Cime di Lavaredo. Aquell dia Gimondi creuà la línia d'arribada en primera posició, seguit per Merckx i Motta a pocs segons. Amb tot, l'etapa fou anul·lada degut a importants irregularitats i empentes per part dels aficionats, la qual cosa provocà un fort enuig per part de Gimondi, el qual va estar a punt d'abandonar la carrera, si bé finalment s'ho va repensar i continuà corrent.
En acabar la 20a etapa, la reina de la present edició, el francès Anquetil es vestí de rosa, però Gimondi, que havia iniciat el Giro afectat de bronquitis, estava a menys de mig minut en la classificació general. Gimondi s'escapà en la 21a etapa, acabant l'etapa el quart, però superant en més de quatre minuts als primers classificats de la general. La classificació general va donar un tomb important i Gimondi s'adjudicà el primer de los tres Giros d'Itàlia que guanyaria durant la seva carrera.

## Equips participants
En aquesta edició del Giro hi van prendre part 13 equips formats per 10 ciclistes cadascun, per formar un pilot amb 130 corredors.
| Núm.  | Codi | Equip          |
| ----- | ---- | -------------- |
| 1-10  | MOL  | Molteni        |
| 11-20 | BIC  | Bic            |
| 21-30 | WIL  | Cynar          |
| 31-40 | FIL  | Filotex        |
| 41-50 | GER  | Germanvox-Wega |
| 51-60 | KAS  | KAS-Kaskol     |
| 61-70 | MAI  | Mainetti       |

| Núm.    | Codi | Equip               |
| ------- | ---- | ------------------- |
| 71-80   | MAX  | Max Meyer           |
| 81-90   | PEU  | Peugeot-BP-Michelin |
| 91-100  | ROM  | Romeo-Smith's       |
| 101-110 | SLM  | Salamini-Luxor TV   |
| 111-120 | SAL  | Salvarani           |
| 121-130 | VIT  | Vittadello          |

## Etapes
| Etapa | Data       | Recorregut                    | Km  | Vencedor d'etapa              | Líder de la general           |
| ----- | ---------- | ----------------------------- | --- | ----------------------------- | ----------------------------- |
| 1a    | 20 de maig | Treviglio - Alessandria       | 135 | Giorgio Zancanaro (ITA)       | Giorgio Zancanaro (ITA)       |
| 2a    | 21 de maig | Alessandria - La Spezia       | 223 | Antonio Gómez del Moral       | Antonio Gómez del Moral (ESP) |
| 3a    | 22 de maig | La Spezia - Prato             | 205 | Michele Dancelli (ITA)        | Antonio Gómez del Moral (ESP) |
| 4a    | 23 de maig | Florència - Chianciano Terme  | 155 | Dino Zandegù (ITA)            | Antonio Gómez del Moral (ESP) |
| 5a    | 24 de maig | Roma - Nàpols                 | 220 | Willy Planckaert (BEL)        | Michele Dancelli (ITA)        |
| 6a    | 25 de maig | Palerm - Palerm               | 63  | Rudi Altig (GER)              | Michele Dancelli (ITA)        |
| 7a    | 26 de maig | Catània - Etna                | 169 | Franco Bitossi (ITA)          | Michele Dancelli (ITA)        |
| 8a    | 27 de maig | Reggio Calabria - Cosenza     | 218 | Jean Stablinski (FRA)         | José Pérez Francés (ESP)      |
| 9a    | 28 de maig | Cosenza - Tàrent              | 202 | Albert Van Vlierberghe (BEL)  | José Pérez Francés (ESP)      |
| 10a   | 29 de maig | Bari - Potenza                | 145 | Willy Planckaert (BEL)        | José Pérez Francés (ESP)      |
| 11a   | 30 de maig | Potenza - Salern              | 160 | Rudi Altig (GER)              | José Pérez Francés (ESP)      |
| 12a   | 31 de maig | Caserta - Blockhaus           | 220 | Eddy Merckx (BEL)             | José Pérez Francés (ESP)      |
| 13a   | 1 de juny  | Chieti - Riccione             | 253 | Georges Vandenberghe (BEL)    | José Pérez Francés (ESP)      |
| 14a   | 2 de juny  | Riccione - Lido degli Estensi | 94  | Eddy Merckx (BEL)             | José Pérez Francés (ESP)      |
| 15a   | 3 de juny  | Lido degli Estensi - Mantova  | 164 | Michele Dancelli (ITA)        | José Pérez Francés (ESP)      |
| 16a   | 4 de juny  | Mantova - Verona (CRI)        | 45  | Ole Ritter (DEN)              | Jacques Anquetil (FRA)        |
|       | 5 de juny  | dia de descans                |     |                               |                               |
| 17a   | 6 de juny  | Verona - Vicenza              | 140 | Francisco Gabica (ESP)        | Silvano Schiavon (ITA)        |
| 18a   | 7 de juny  | Vicenza - Udine               | 167 | Dino Zandegù (ITA)            | Silvano Schiavon (ITA)        |
| 19a   | 8 de juny  | Udine - Tre Cime di Lavaredo  | 170 | anul·lada                     | Silvano Schiavon (ITA)        |
| 20a   | 9 de juny  | Cortina d'Ampezzo - Trento    | 235 | Vittorio Adorni (ITA)         | Jacques Anquetil (FRA)        |
| 21a   | 10 de juny | Trento - Tirano               | 153 | Marcello Mugnaini (ITA)       | Felice Gimondi (ITA)          |
| 22a a | 11 de juny | Tirano - Madonna del Ghisallo | 137 | Aurelio González Puente (ESP) | Felice Gimondi (ITA)          |
| 22a b | 11 de juny | Madonna del Ghisallo - Milà   | 68  | Willy Planckaert (BEL)        | Felice Gimondi (ITA)          |

## Classificacions finals

### Classificació general
| Classificació General | Classificació General    | Classificació General | Classificació General |
| Pos.                  | Ciclista                 | Equip                 | Temps                 |
| --------------------- | ------------------------ | --------------------- | --------------------- |
| 1                     | Felice Gimondi (ITA)     | Salvarani             | 101h 05' 34"          |
| 2                     | Franco Balmamion (ITA)   | Molteni               | + 3' 36"              |
| 3                     | Jacques Anquetil (FRA)   | Bic                   | + 3' 45"              |
| 4                     | Vittorio Adorni (ITA)    | Salamini-Luxor TV     | + 4' 33"              |
| 5                     | José Pérez Francés (ESP) | KAS-Kaskol            | + 5' 17"              |
| 6                     | Gianni Motta (ITA)       | Molteni               | + 6' 21"              |
| 7                     | Lucien Aimar (FRA)       | Bic                   | + 7' 25"              |
| 8                     | Francisco Gabica (ESP)   | KAS-Kaskol            | + 9' 43"              |
| 9                     | Eddy Merckx (BEL)        | Peugeot-BP-Michelin   | + 11' 41"             |
| 10                    | Eusebio Vélez (ESP)      | KAS-Kaskol            | + 15' 00"             |

|   | Ciclista                      | Equip               | Punts |
| - | ----------------------------- | ------------------- | ----- |
| 1 | Aurelio González Puente (ESP) | KAS-Kaskol          | 460   |
| 2 | Lucien Aimar (FRA)            | Bic                 | 90    |
| 3 | Franco Bitossi (ITA)          | Filotex             | 80    |
| 3 | Eddy Merckx (BEL)             | Peugeot-BP-Michelin | 80    |
| 3 | Felice Gimondi (ITA)          | Salvarani           | 80    |
| 3 | Vittorio Adorni (ITA)         | Salvarani           | 80    |

|   | Ciclista                 | Equip               | Punts |
| - | ------------------------ | ------------------- | ----- |
| 1 | Dino Zandegù (ITA)       | Salvarani           | 200   |
| 2 | Eddy Merckx (BEL)        | Peugeot-BP-Michelin | 178   |
| 3 | Willy Planckaert (BEL)   | Romeo-Smith's       | 176   |
| 4 | Vittorio Adorni (ITA)    | Salvarani           | 102   |
| 5 | José Pérez Francés (ESP) | KAS-Kaskol          | 89    |